# بيل روبنسون (صحفي)
بيل روبنسون (بالإنجليزية: Bill Robinson)‏ هو صحفي ومؤلف أمريكي، ولد في 4 أكتوبر 1918، وتوفي في 3 أبريل 2007 في ريد بانك (نيوجيرسي) في الولايات المتحدة.